# Radnice v Železnici
Radnice v Železnici je empírová budova čp. 1 na jižní straně čtvercového náměstí Svobody.

## Historie

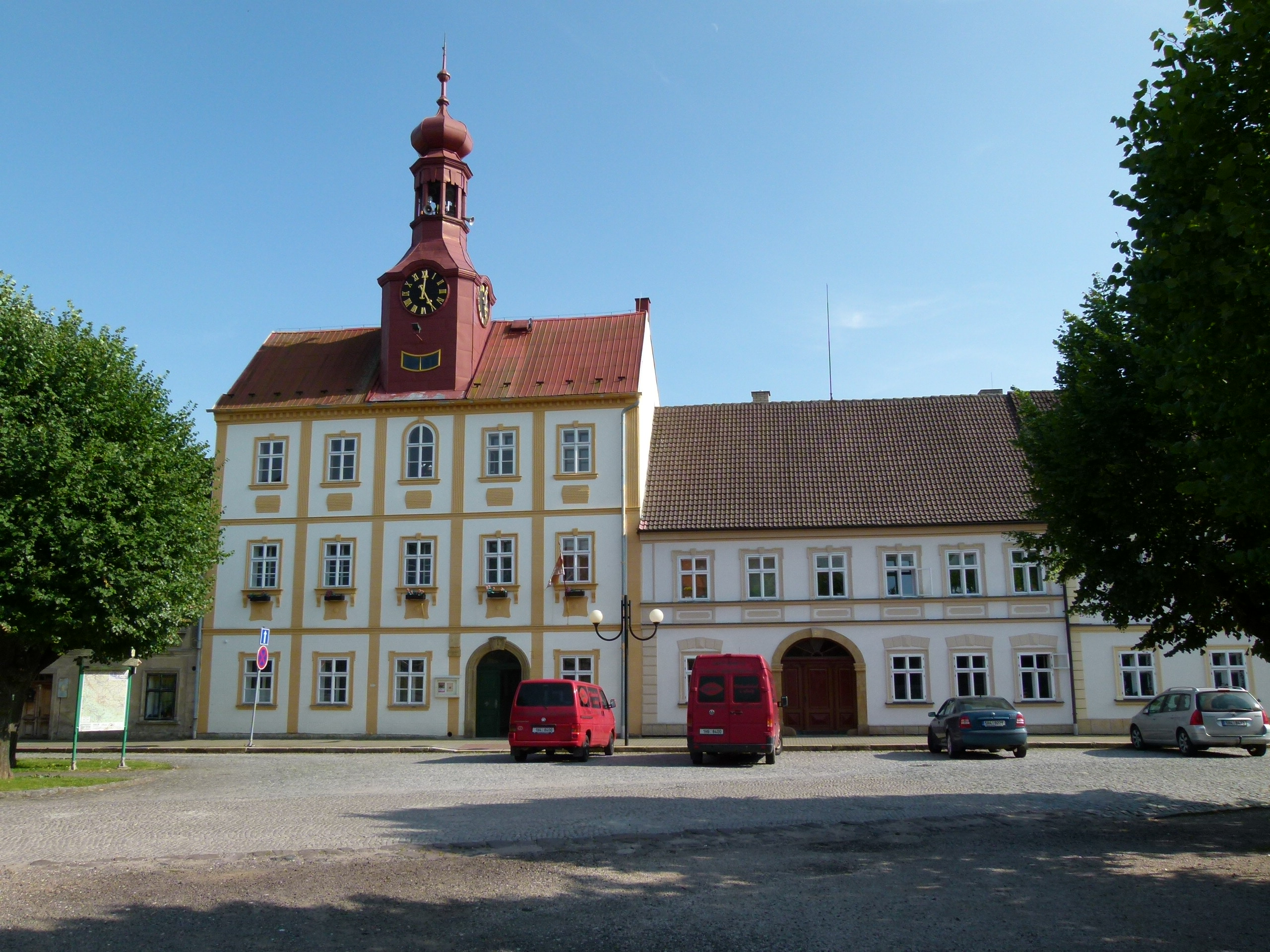
Radnice

První doklad o budově radnice na tomto místě je z roku 1794, budova pravděpodobně barokní zcela vyhořela při požáru městečka roku 1826.
V letech 1826–1827 byla budova opravena a přestavena v empírovém slohu do dnešní podoby nové radnice. Do roku 1922 v přízemí radnice byl také hostinec. Od roku 1936 bylo v budově umístěno i městské muzeum. Dnes je budova sídlem městského úřadu.

## Architektura
Dvoupatrová budova má pětiosé průčelí a sedlovou střechu, ve stření části s hodinovou věží, po všech čtyřech stranách s kulatými ciferníky hodin. Pod předním ciferníkem je okno nezvyklého tvaru. Hodinová věž je ukončena střechou s lucernou a cibulí se špicí s makovicí. Průčelí má na fasádě lizénové rámy s nevýraznou rustikou. Střecha je sedlová.
Vstupní půlkruhový portál s klenákem do přízemí je ve druhé ose. Střední okno ve druhém patře je jako jediné půlkruhového tvaru. Prvkem průčelí je podokenní výzdoba jednoduchých rozet v prvním a druhém patře.
Za vstupním portálem je v přední části podélný průjezd s valenými klenbami, zadní část chodby má také valenou klenbu. Na pravé straně v přízemí bývala šatlava. Vstup do patra je na pravé straně jednodílným schodištěm. Chodby v obou patrech mají klenbu segmentovou.
Součástí radnice jsou členité sklepy, do něhož vede jednodílné schodiště dvakrát zalomenou chodbou. V první místnosti sklepa s valenou klenbou bývala dnes již nefunkční studna. Zadní část sklepa tvoří dva samostatné prostory se segmentovými klenbami.